# Macrocoma saharica
Macrocoma saharica é uma espécie de escaravelho de folha de Marrocos, descrito por Kocher em 1959.